# Remedios Amaya

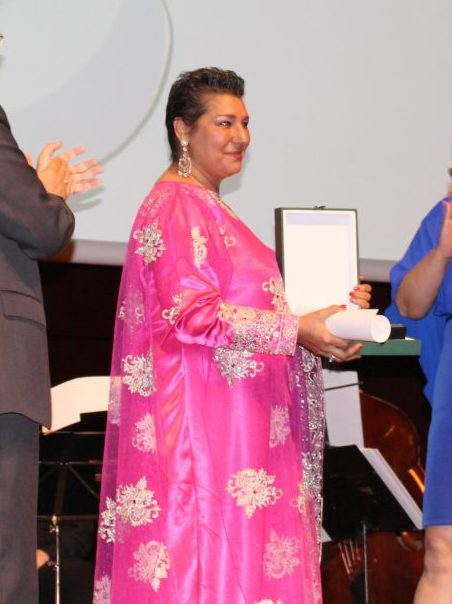
Imagem de Remedios Amaya.

Remedios Amaya, nome artístico de María Dolores Amaya Vega (Sevilha, 1 de maio de 1962), é uma cantora de flamenco espanhola. Camarón dizia que era uma das suas cantoras preferidas.  

## Biografia
Editou o seu primeiro trabalho em 1978, intitulado Remedios Amaya. Em 1983 representou a Espanha no Festival Eurovisão da Canção 1983 com o tema "¿Quién maneja mi barca?" realizado em  Munique. Não teve sorte, não tendo alcançado um único ponto (tal como sucedeu com a canção turca), o que não a privou de ter uma frutífera carreira musical. Na noite do festival, decidiu cantar descalça. Remedios em 2004 declarou à  TVE estar orgulhosa pela sua participação naquele festival, apesar da péssima classificação. 
Desde então tem-se dedicado a cantar flamenco, boleros, rumba, entre outros. Editou vários trabalhos discográficos como Luna Nueva, Seda mi piel, Turai Turai em 1997, Me voy contigo, Soy Gitana o Sonsonete em 2002. Em 2004 publicou a compilação Grandes Éxitos.
Em 2016, foi indicada ao Grammy Latino de Melhor Álbum de Flamenco por seu álbum Rompiendo el Silencio.